# 入来院重時
入来院 重時（いりきいん しげとき）は、安土桃山時代の武将。島津氏の家臣。入来院氏15代当主。

## 生涯
島津以久の次男。子のなかった入来院重豊の養嗣子として入り、入来院氏の15代当主となる。豊臣秀吉の九州平定では島津歳久・新納忠元らと共に奮戦した。
文禄の役では日本に残ったが、慶長の役では島津義弘に従い渡海した。慶長4年（1599年）の庄内の乱では島津宗家方に属したものの、伊集院忠真方に重時の家臣が参加していた事から、徳川家康に釈明するため上京した島津忠恒に同行している。
慶長5年（1600年）、関ヶ原の戦いで島津義弘の隊に従軍していたが、撤退戦で本隊とはぐれてしまい、近江国で東軍の兵に発見され、主従7名と共に討ち取られた。
重時には女子しか子がいなかったため、入来院氏には島津義虎の五男が婿養子入りし、入来院重高と名乗って家督を継いだ。

## 参考資料
- 「本藩人物誌」（『鹿児島県史料集』所収）